# Білобожниця (станція)
Білобожниця — проміжна вантажна залізнична станція Тернопільської дирекції Львівської залізниці на неелектрифікованій лінії Біла-Чортківська — Бучач між станціями Біла-Чортківська (3 км) та Пишківці (9 км). Розташована в селі Білобожниця Чортківського району Тернопільської області. На станції здійснюється лише вантажна робота.